# Romanioti
I Romanioti sono un gruppo ebraico che vive nel territorio della odierna Grecia da più di 2000 anni. La loro lingua è il greco e le principali comunità si trovano nelle città di Tebe, Giannina, Arta, Corinto, e nelle isole di Corfù e Lesbo.
Storicamente, quindi, i Romanioti si distinguono dai Sefarditi che si stanziarono in Grecia dopo l'espulsione degli Ebrei dalla Spagna nel 1492.

## Storia

### Primi riferimenti storici
Il primo riferimento ad un Ebreo Greco è un'inscrizione risalente al 300-250 a.C. ritrovata ad Oropos, una cittadina costiera tra Atene e la Beozia; l'iscrizione fa riferimento a "Moschos, figlio di Moschion l'Ebreo", che potrebbe essere stato uno schiavo.
I romanioti sono ebrei greci che si distinguono sia dai sefarditi sia dagli ashkenaziti. Gli ebrei hanno vissuto in Grecia sin dai tempi dell'Esilio babilonese, ed è accertato che ai tempi di Gesù avevano stabilito comunità nelle principali città greche.
Una tradizione orale romaniota fissa l'arrivo dei primi ebrei a Giannina poco dopo la distruzione del Secondo Tempio nel 70 d.C. Secondo il Nuovo Testamento San Paolo pregò in numerose sinagoghe ebraiche in Grecia.
Beniamino di Tudela registra l'esistenza di ebrei a Corfù, Arta, Aphilon, Patrasso, Corinto, Tebe, Calcide, Salonicco e Drama. La comunità più grande era quella di Tebe che contava circa 2000 membri, dediti principalmente alla tintura dei tessuti, alla tessitura e nella produzione di seta. Questi ebrei erano conosciuti a quei tempi come "Romanioti".
I Sefarditi che arrivarono dalla Spagna dopo l'espulsione del 1492, si stabilirono nella Grecia dell'impero ottomano e, essendo più ricchi, più orgogliosi e più colti, si separarono dai Romanioti. Salonicco, in Macedonia, ebbe una della più estese (la maggior parte erano Sefarditi) comunità ebraiche nel mondo e una solida tradizione rabbinica. Nell'isola di Creta, gli Ebrei ebbero un ruolo importante nei trasporti.
Alla fine, la maggior parte delle comunità romaniote fu inglobata dalle più numerose comunità sefardite. I Romanioti rimanenti sono sopravvissuti a Giannina (Epiro) e la Sinagoga Kehila-Kedosha-Janina degli USA nella città di New York, sinagoga costruita nel 1927, è un luogo di ritrovo per questi ebrei greci. I Romanioti hanno i loro usi e costumi, molto diversi da quelli dei sefarditi; diversamente dagli ebrei sefarditi non parlano la lingua giudeo-spagnola, ma il dialetto greco ievanico e la lingua greca. Gli scolari Romanioti traducono il Tanakh in lingua greca.
All'inizio del Ventesimo secolo la comunità Romaniota di Giannina contava all'incirca 4000 persone, la maggior parte dei quali commercianti e operai. L'emigrazione per motivi economici causò la diminuzione del loro numero e alla vigilia della Seconda guerra mondiale c'erano approssimativamente 1950 Romanioti rimasti a Giannina. Centrati attorno alla vecchia parte fortificata della città o kastro, dove la comunità ha vissuto per secoli, hanno mantenuto due sinagoghe, una delle quali la Sinagoga Kehila Kedosha Yashan rimane ancora oggi.

### La seconda Guerra Mondiale e l'Olocausto

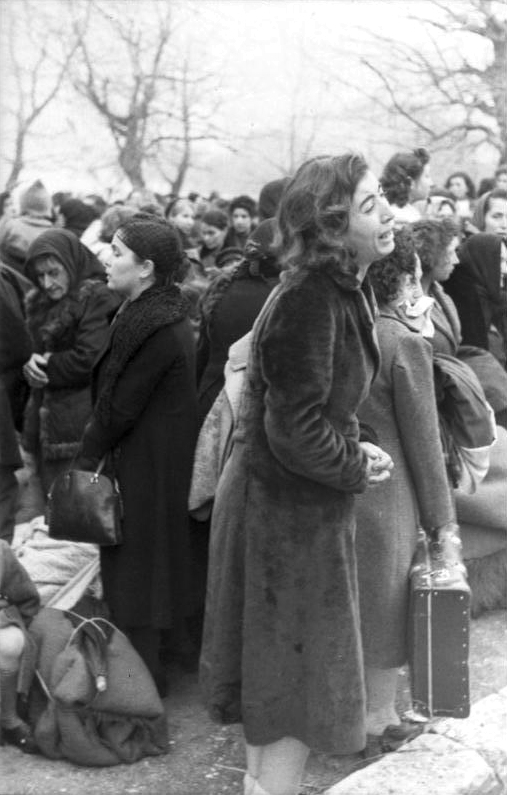
Una donna in lacrime durante la deportazione operata dall'esercito tedesco degli ebrei di Giannina il 25 marzo del 1944. Quasi tutti i deportati furono uccisi durante o subito dopo l'11 aprile 1944, data del loro arrivo ad Auschwitz-Birkenau

Durante la Seconda guerra mondiale, quando la Grecia fu occupata dall'Asse, l'86% degli ebrei greci, specialmente quelli delle aree occupate dalla Germania nazista e dalla Bulgaria, furono assassinati nonostante i tentativi di proteggerli da parte della Chiesa greco-ortodossa e di molti greci cristiani. I tedeschi ed i loro alleati bulgari riuscirono a deportare molti ebrei greci, ad esempio si stima che circa 49,000 ebrei di Salonicco furono deportati e sterminati.
I Romanioti erano stati protetti dal governo Greco fino all'occupazione Nazista. Durante l'occupazione i Romanioti erano in grado di parlare la lingua greca meglio dei Sefarditi, che adoperavano la lingua giudeo-spagnola e che parlavano greco con un accento "cantato". Questa caratteristica rese i Sefarditi più vulnerabili e fu uno dei numerosi fattori che portarono all'elevato numero di perdite subito dalle comunità sefardite. A Ioannina 1860 dei 1950 Ebrei presenti furono deportati ad Auschwitz-Birkenau nell'aprile del 1944 e la gran parte sterminata.
La creazione dello stato d'Israele nel 1948, assieme alla Guerra Civile Greca, fu l'episodio finale nella storia dei Romanioti, la maggior parte dei quali emigrò in Israele o negli Stati Uniti.

### Giorni d'oggi
Oggi un piccolo numero di Romanioti vive in Grecia (per lo più a Giannina), in Israele e negli Stati Uniti (per lo più a New York). Gli Ebrei greci storicamente tendevano a seguire i Talmud di Gerusalemme invece dei Talmud babilonesi, e svilupparono un proprio Minhag e una propria lingua greca-ebraica, chiamata Yevanic - un termine che deriva dal greco 'Ionia'.
Ci sono approssimativamente dai 4.500 ai 6.000 ebrei che oggi vivono in Grecia, tra romanioti e sefarditi. Molti di loro vivono a Salonicco.
La Sinagoga Ioanniotiki rimane l'unica sinagoga romaniota ad Atene, dietro agli uffici della Comunità ebrea di Atene al numero 8 di Viale Melidoni. Costruita nel 1903, è in funzione soltanto durante gli Yamim Noraïm, ma è aperta per i visitatori su richiesta attraverso l'ufficio della Comunità ebraica.
A Ioannina, la comunità romaniota rimasta è diminuita fino a un numero di 50 persone, per lo più anziane. La Sinagoga Kehila Kedosha Yashan rimane chiusa, apre solamente su richiesta dei visitatori. I Romanioti che vivono all'estero ritornano ogni estate e aprono la vecchia sinagoga. L'ultima volta che è stato tenuto un Bar mitzvah (il rituale ebraico per celebrare il passaggio alla età della maturità di un bambino) nella sinagoga fu nel 2000, ed è stato un evento eccezionale per la Comunità.